# Мильман, Олег Ошеревич
Олег Ошеревич (Ошерович) Мильман (род. 14 декабря 1938, Киев) — российский инженер. Специалист в области тепломассопереноса. Автор более 150 опубликованных работ и 42 авторских свидетельств и патентов на изобретения.

## Биография
Окончил Киевский политехнический институт (1962) и аспирантуру Московского энергетического института (1969). Доктор технических наук (1986).
В 1970—2004 работал на Калужском турбинном заводе руководителем группы, начальником лаборатории, начальником экспериментального отдела, главным конструктором, начальником научно-исследовательского центра.
С 1992 года по совместительству — заведующий кафедрой общей физики КГПУ им. Циолковского.
С 2004 г. — директор по науке ЗАО НПВП «Турбокон».
12 ноября 2013 г. на внеочередном собрании акционеров избран генеральным директором ЗАО НПВП «Турбокон».

## Почётные звания и награды
В 1987 году вместе с А. И. Леонтьевым и В. А. Фёдоровым присуждена премия АН СССР им. И. И. Ползунова.
В 1991 г. присвоено почётное звание «Заслуженный деятель науки и техники РСФСР».
Лауреат Государственной премии РФ в области науки и техники 2003 (Указ от 9 сентября 2004 года № 1154).
Награждён медалями «За заслуги перед Калужской областью» (2006), «Ветеран труда» (1990), «300 лет Российскому флоту».
Лауреат Премии Правительства Российской Федерации в области науки и техники 2023 года